# سایمون کالینز (بازیکن فوتبال)
سایمون کالینز (انگلیسی: Simon Collins؛ زادهٔ ۱۶ دسامبر ۱۹۷۳) بازیکن فوتبال اهل بریتانیا است.
از باشگاه‌هایی که در آن بازی کرده‌است می‌توان به باشگاه فوتبال برافورد پارک آونیو، باشگاه فوتبال مکلسفیلد تاون، باشگاه فوتبال اوست تاون، باشگاه فوتبال پلیموث آرگیل، باشگاه فوتبال هادرزفیلد تاون، باشگاه فوتبال گرنثم تاون، و باشگاه فوتبال شروزبری تاون اشاره کرد.